# Wit-Gele Kruis

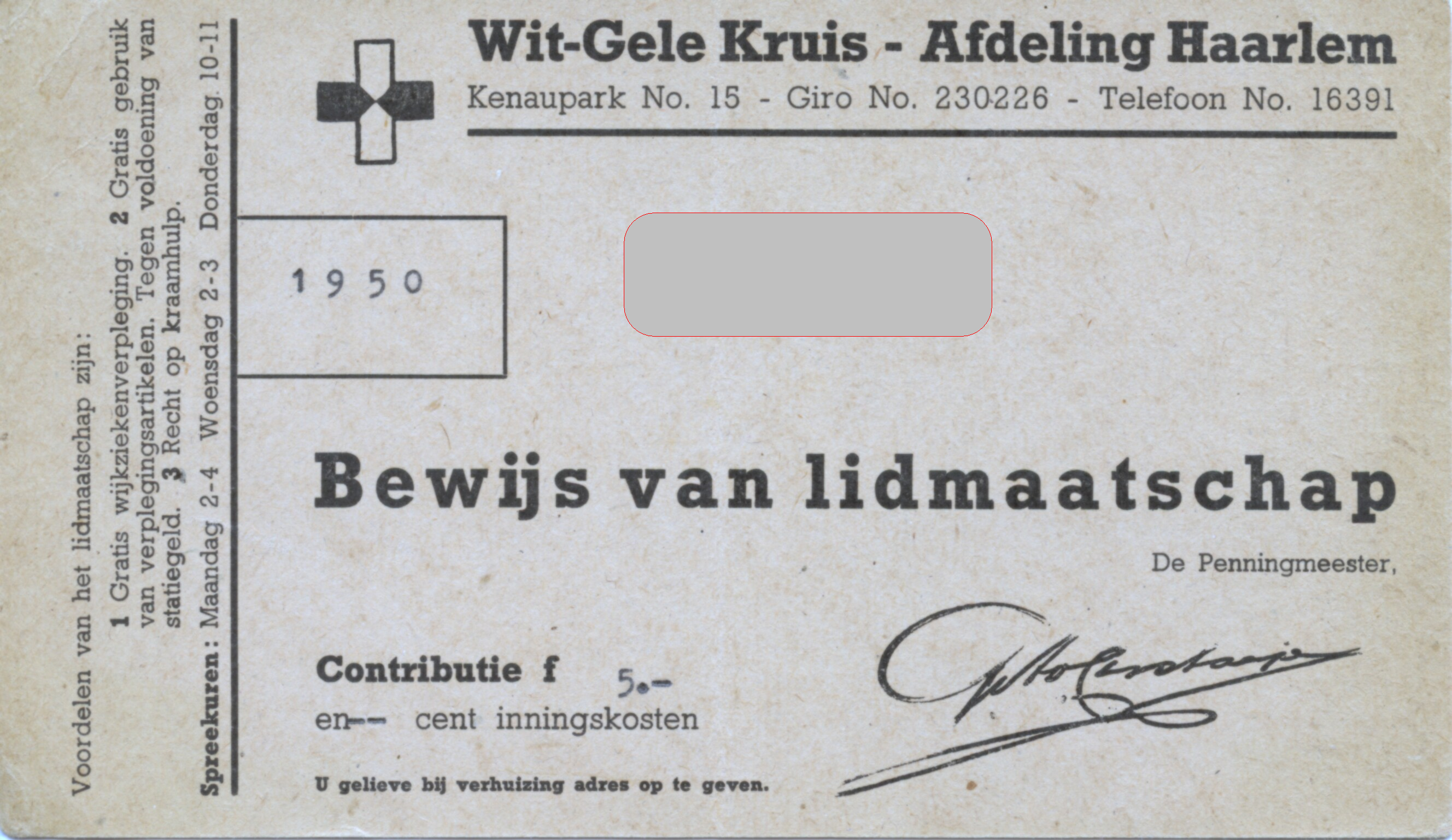
Lidmaatschapskaart uit 1950

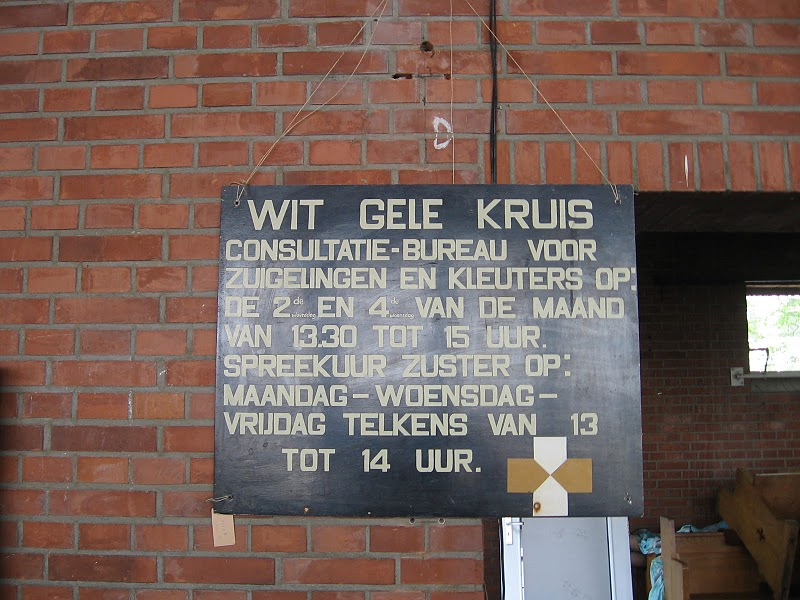
Openingstijden van consultatiebureau van Wit-Gele kruis

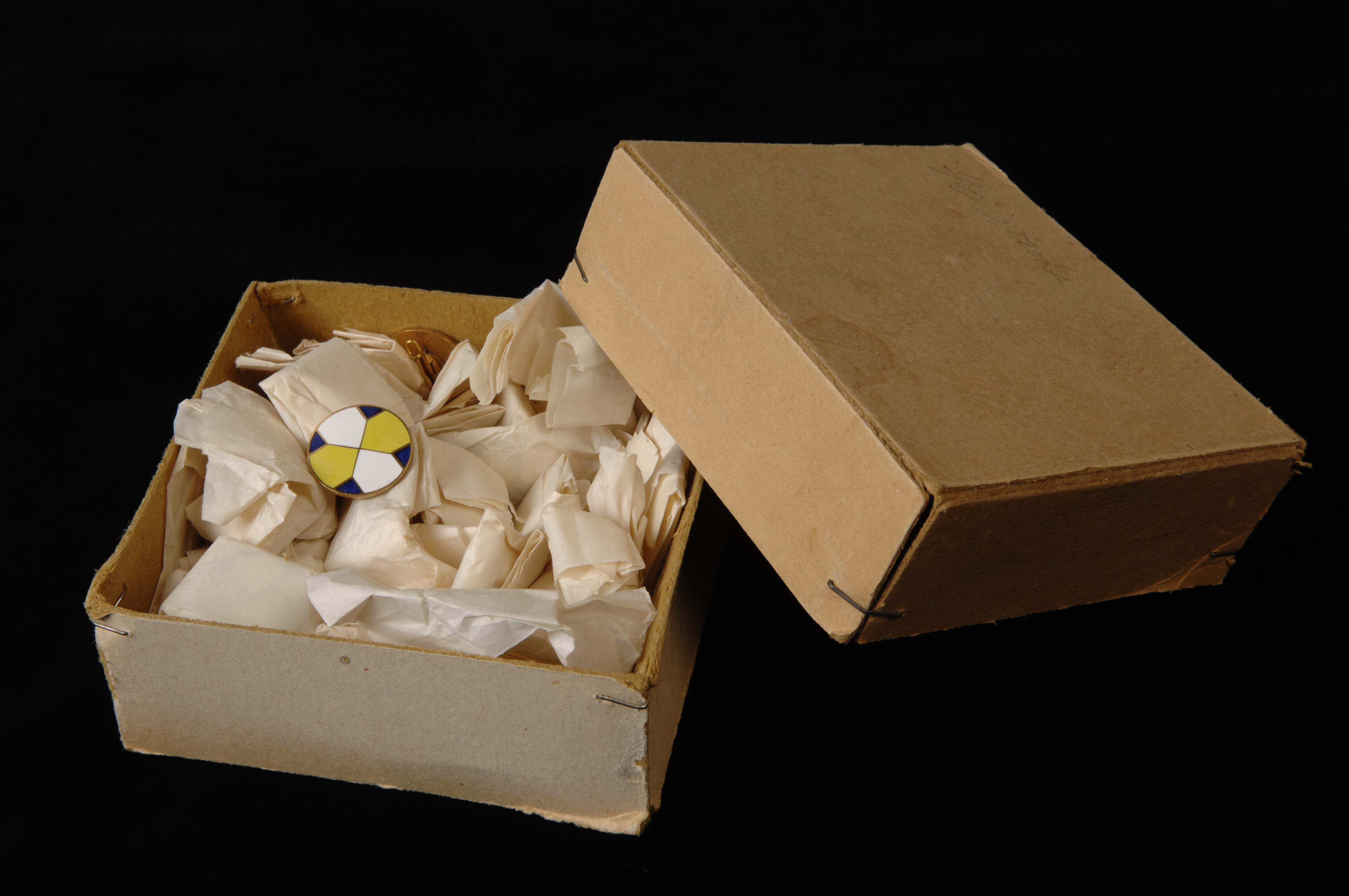
Draaginsigne van het Wit-Gele Kruis

Het Wit-Gele Kruis  is een kruisvereniging op het gebied van zieken- en gezondheidszorg. Het wit en geel zijn een verwijzing naar de pauselijke kleuren, zoals die ook in de vlag van Vaticaanstad voorkomen.

## Nederland
Vanaf 1900 bestonden er in Nederland reeds afdelingen van het Groene Kruis. Toen men in 1909 een afdeling van het Groene Kruis in Noord-Brabant wilde oprichten, was daar verzet tegen vanuit Rooms-katholieke notabelen. Dezen wensten, in het kader van de verzuiling, een eigen organisatie. In Limburg werd in 1910 door Charles Ruys de Beerenbrouck een dergelijke organisatie opgezet: Het katholieke Groene Kruis genaamd. In 1916 werd in Noord-Brabant, omdat de oprichting van een neutrale organisatie werd tegengewerkt door de katholieke geestelijkheid, het Wit-Gele Kruis opgericht. Vaak was in katholieke gewesten de zorg grotendeels in handen van congregaties. In het Wit-Gele Kruis speelden, naast leken, dan ook religieuzen, met name congregatiezusters, een belangrijke rol.
In 1923 werd de Nationale Federatie het Wit-Gele Kruis opgericht en werden de activiteiten naar heel Nederland uitgebreid. In 1925 sloot het Limburgse katholieke Groene Kruis zich daarbij aan. Van 1939-1949 was ook de Katholieke Nationale Bond voor Eerste Hulp bij Ongelukken bij het Wit-Gele Kruis aangesloten, waarna het als zelfstandige organisatie verder ging.
Vanaf 1930 vond professionalisering plaats, toen de eerste Nederlandse verpleegstersopleiding tot stand kwam. 
Het Nationale Wit-Gele Kruis fuseerde in 1978 met het Oranje-Groene Kruis en het Groene Kruis tot de Nationale Kruisvereniging (NK).

## België
In België werd op 13 november 1937 het Wit-Gele Kruis opgericht te Gent.  De arts Henri Van de Putte vond dat niet al zijn patiënten in het ziekenhuis moesten verpleegd worden en samen met de jezuïet Jozef Bogaerts richtte hij het Wit-Gele-Kruis op. Brugge volgde een jaar later. Men baseerde zich op het Nederlands model, dat toen veel succes had. In België bestaat het Wit-Gele Kruis nog steeds, het is de grootste thuisverplegingsorganisatie, voornamelijk actief in Vlaanderen. Het is gestructureerd volgens autonome Vlaamse provinciale Wit-Gele Kruisverenigingen.

## Andere landen
Ook op Aruba en Curaçao bestaat het Wit-Gele Kruis nog steeds. Beide eilanden hebben een rooms-katholieke thuisverplegingsorganisatie onder deze naam.